# Platysenta beata
Platysenta beata là một loài bướm đêm trong họ Noctuidae.